# Ngân hàng thương mại cổ phần
Ngân hàng thương mại cổ phần là cách gọi ở Việt Nam các ngân hàng hoạt động kinh doanh, thương mại theo mô hình cổ phần và tuân theo các luật riêng của Chính phủ và các quy chế, quy định của Ngân hàng Nhà nước Việt Nam khi hoạt động. Gọi là ngân hàng thương mại cổ phần để phân biệt với các ngân hàng thương mại nhà nước và ngân hàng thương mại liên doanh và chi nhánh ngân hàng thương mại nước ngoài tại Việt Nam.

## Hệ thống ngân hàng thương mại cổ phần
Theo số liệu của Ngân hàng Nhà nước, tính đến tháng 8 nam 2008, cả nước có 48 ngân hàng, trong đó có 37 ngân hàng là ngân hàng thương mại cổ phần. Các ngân hàng thương mại cổ phần có thể phân thành hai loại: ngân hàng thương mại cổ phần đô thị và ngân hàng thương mại cổ phần nông thôn. Hiện có 27 ngân hàng thương mại cổ phần đô thị và 12 ngân hàng thương mại cổ phần nông thôn, tuy nhiên mới chỉ có 2 ngân hàng thương mại cổ phần đô thị là Sacombank và ACB đã niêm yết trên sàn giao dịch chứng khoán Hà Nội và thành phố Hồ Chí Minh. Vietcombank vốn là một ngân hàng thương mại nhà nước được cổ phần hóa và chuyển đổi thành một ngân hàng thương mại cổ phần.

## Tạm dừng thành lập ngân hàng thương mại cổ phần
Ngày 29 tháng 7 năm 2008, Văn phòng Chính phủ có công văn số 4944/VPCP-KTTH thông báo ý kiến chỉ đạo của Thủ tướng Chính phủ: "Yêu cầu Ngân hàng Nhà nước Việt Nam điều chỉnh tiêu chí thành lập ngân hàng thương mại cổ phần trong nước cho phù hợp. Trong khi chưa ban hành tiêu chí mới, tạm dừng chưa cho phép thành lập ngân hàng thương mại cổ phần mới".
Mặt khác, trong thời gian chờ ban hành quy định mới về thành lập ngân hàng thương mại cổ phần, Ngân hàng Nhà nước Việt Nam cũng tạm dừng việc tiếp nhận hồ sơ xin cấp giấy phép thành lập và hoạt động ngân hàng thương mại cổ phần.